# 高泳耇
高泳耉（韓語：고영구，Ko Young-koo，1937年—）韓国律师、前政府官员。
高泳耉从高中毕业后，便进入邮政成为一名律师，并通过第12届司法考试，1981-1985年当选第11届国民议会江原道议员（宁越郡，平昌郡，旌善郡），2003年出任韓國国家情報院院长。2003年6月20日，在高泳耇陪同下，韩国总统卢武铉视察韩国国家情报院，并与该院20多位高官合影。当天至22日上午，这张合影出现在韩国一个知名网站上，并被多家网站转载，均被放在十分显著的位置上。照片既大又清晰，在网上“示众”41小时，韩国情报院高官集体曝光。韩国国家保密法规定，除国家情报院院长和4位副院长外，其余22人都是“绝对保密人物”，不允许公开身份，更禁止在公开场合露面。这一泄密事件后果十分严重，被曝光者将被调换工作，因而实际上导致情报院高层干部“全军覆灭”。24日，韩国总统府发言人公开声明对此次泄密事件道歉，并撤消专职摄影师徐某的职务，赶出青瓦台。
| 官衔        | 官衔                                       | 官衔          |
| ----------- | ------------------------------------------ | ------------- |
| 前任： 辛建 | 大韓民国国家情報院院長 第26代：2003 - 2005 | 繼任： 金昇圭 |